# Gymnoscelis anthocleistae
Gymnoscelis anthocleistae là một loài bướm đêm trong họ Geometridae.